# نوریل روبینی
نوریل روبینی (به انگلیسی: Nouriel Roubini) اقتصاددان و استاد دانشگاه نیویورک است.
او ایرانی‌الاصل است و در سال ۱۹۵۹ در استانبول به دنیا آمده است. پدرش از یهودیان ساکن در مشهد بوده است. وی در سن ۲ سالگی به همراه خانواده‌اش به ایران بازگشت ولی چندی بعد به اسرائیل مهاجرت کردند، سپس به ایتالیا و سرانجام به آمریکا رفتند. او مدرک کارشناسی خودر را از دانشگاه بوکونی ایتالیا در رشته اقتصاد دریافت کرده و فارغ‌التحصیل دکتری دانشگاه هاروارد در زمینه اقتصاد بین الملل در سال ۱۹۸۸ می‌باشد.
او از معدود اقتصادانانی است که توانست به درستی ترکیدن حباب بازار مسکن آمریکا در 2007-2008 را که منجر به بحران اقتصادی سال ۲۰۰۹ شد پیش‌بینی کند. اون این پیش‌بینی را در سال ۲۰۰۵ کرده بود. او یک سال قبل از آنکه آمریکا درگیر بحران اعتبارات مسکن و بحران مالی جهانی شود پیش‌بینی کرد که بخش مسکن آمریکا با شدیدترین کاهش طی ۴۰ سال اخیر مواجه خواهد شد. او در سال 2009 وزیر خزانه‌داری در دولت باراک اوباما شد.
در دسامبر ۲۰۱۳ روبینی شایسته دریافت جایزه مجمع جهانی اندیشمندان شد. پیش از این او عضو شورای روابط خارجی امریکا و مجمع جهانی اقتصاد در داووس شده بود.
نوریل روبینی مسلط به زبان های انگلیسی، فارسی، ایتالیایی، عبری و فرانسوی است.